# 후티 반란
후티 반란(영어: Houthi rebellion) 또는 사다 분쟁(아랍어: نزاع صعدة, 영어: Sa'dah conflict)은 2004년부터 시작한 시아파 무장 단체 후티와 예멘 정부의 내전이다. 이 전쟁은 2004년 6월 반체제 성직자인 자이디야흐 시아파 후세인 바드레딘 알후티가 예멘 정부에 대한 반란을 시작하면서 시작되었다. 전투의 대부분은 예멘 북서부의 사다 주에서 시작했지만 이후 하자 주, 암란 주, 자우프 주, 사우디아라비아의 지잔 주 등 주변의 여러 주로 확산되었다.
예멘 정부는 이 반군을 후티의 정권 정복 추구와 함께 시아파 율법 구현을 따른다고 주장한다. 반군은 정부의 "차별에 대해 지역 사회가 방어하는 것"이며 정부가 공격적으로 나가고 있다고 말했다. 예멘 정부는 이란이 이 시아파 반군의 감독 및 자금 지원을 돕는다고 비난했다.
2009년 8월, 예멘 정부는 사다 주 북부 지방에 대한 새로운 공세를 시작했다. 이 전투로 수십만명이 난민이 되었다. 2009년 11월 4일 사우디아라비아는 예멘 국경에서 반후티 공세를 시작하여, 2010년 1월까지 육군과 공군이 후티와의 전투로 113명이 전사하였다. 후티는 사우디아라비아가 예멘 정부를 지원하고 자신을 공격한다고 비난했으나, 사우디 정부는 이를 부인했다. 후티 지휘관은 미국이 이 전쟁을 시작한 후 2009년 12월 14일까지 총 28회의 공습을 시행했다고 주장했다.
장군 알리 무셴 알아흐마르는 분쟁 시작인 2004년부터 예멘 보안군의 지휘를 맡고 모든 공세를 지휘했으나 2011년 예멘 혁명으로 시위대를 보호하기 위해 사임했다. 2015년 이후 예멘 내전의 일부가 되었다.

## 배경
1962년 북예멘에서 일어난 혁명으로 인해 예멘 아랍 공화국이 수립되면서 약 천년간 이슬람의 예언자 무함마드의 혈통이라고 주장하는 시아파의 분파 중 하나인 자이디야흐 이맘의 통치가 끝나게 되었다. 북부의 사다가 그들의 거점이었으며, 종교의 힘이 약해지면서 대부분 경제적으로 연약해지고 낙후된 채로 남아있었다. 예멘 정부는 거의 모든 권력을 사다 지역으로 집중했다.
예멘에서 1994년 내전이 발생할 때 사우디아라비아를 이웃에 두고 있는 수니파 이슬람교를 엄격하게 지키자는 와하브파가 남예멘 분리 운동 진압을 도왔다. 이후 자이디야흐는 예멘에서 와하브파의 목소리가 너무 크다고 정부에게 항의했다. 그 부분에 대하여, 사우디아라비아는 사우디아라비아와 예멘 사이 너무 가까운 거리 때문에 사우디 자체가 그들을 자극하여 시아파 분파주의 분쟁이 유발할 것을 우려했다.
이들은 비록 국제적으로 인정을 잘 받진 못했지만, 이 분쟁은 본질적으로 예멘 수니파 정부와 시아파 사이의 분쟁으로 시아파 다수 국가인 이란의 영향력 상승을 우려하여 많은 아랍 국가가 간섭하면서 의미가 커졌다.
이 분쟁은 2004년 정부가 55,000달러의 현상금이 걸린 후티의 자이다야흐 종교 지도자이자 전 국회의원인 후세인 바드레딘 알후티를 체포하려고 하자 촉발되었다.

## 예멘 정권 붕괴
2014년 8월 18일 후티 반군은 사나에서 유가인상을 이유로 반정부 시위를 벌였다. 이후, 총리인 무하메드 바신다와가 사임했고, 9월 21일에는 후티 반군이 사나를 장악했다. 이후, 후티 반군과 정부군, 후티 반군과 알카에다 사이의 충돌이 잇다르고 있다.
2015년 1월 20일, 반군이 대통령 관저를 공격하고 대통령궁을 장악했다. 정보장관 나디아 알사카프에 따르면 대통령 압드라보 만수르 하디는 대통령궁 내부에서 30분 동안 거대한 포격을 받았지만, 경비원의 보호에 따라 무사히 다치지 않고 보호받았다고 말했다. 대통령 경호원은 하디 대통령이 안전하게 떠날 수 있음을 보장받은 이후 항복했다. 유엔 안전 보장 이사회는 이 반란으로 일어난 사건에 대해 긴급 회의를 진행했다. 유엔 사무총장 반기문은 예멘에서 "상황 악화"를 우려하고 적대적 행위를 중단하기 위해 모든 측면에서 노력할 것을 촉구했다. 1월 22일, 대통령 압드라보 만수르 하디와 총리 칼레드 바하흐는 의회에 사임을 내고 어떠한 보도도 받아들이기를 거부했다.
2월 6일, 후티는 임시 헌법을 발표하며 의회를 해산하고 551명으로 된 새 의회를 구성하며, 151명의 대통령 위원회를 설치해 2년간 정부 역할을 맡게 하겠다고 밝혔다.

이후 하디 대통령은 남예멘의 옛 수도 아덴으로 이동하여 자신이 아직까지는 헌법상의 대통령(예멘 헌법상 의회의 승인을 받아야 대통령의 사임 효력이 생기는데 후티가 의회를 해산하면서 의회가 사임안을 승인하지 않았으므로)이며 후티의 통치는 불법이라고 밝혔다. 서방 국가와 동아시아 국가, 아랍 국가들은 후티의 통치를 불법으로 보고 사나에 있는 대사관을 폐쇄하고 아덴으로 옮겼다. 그래서 사실상 아덴을 중심으로 한 예멘 정부와 사나를 중심으로 한 후티 정부로 사실상 분단이 되었다. 오직 시아파 근본주의 국가 이란만이 후티 정부가 합법이라고 인정하고 있다.

## 같이 보기
- 현대 중동의 군사 분쟁 목록
- 예멘의 인권
- 예멘의 군사
- 남예멘 반란